# Skyrock
www.Skyrock.com fue la red social número 1 en Europa con más de 20 millones de blogs activos. Se sitúo en la posición 17 en el mundo en número de páginas vistas únicas y tuvo más de 200 millones de visitas únicas mensuales.
Skyrock empezó como una emisora de radio privada francesa, creada en 1981 por Pierre Bellanger y el diario Le Monde. Desde sus inicios y hasta 1997, principalmente emitió rock, tendencia que cambió radicalmente en ese año cambiando el rumbo hacia las vertientes Hip-Hop y R&B.
La radio Skyrock tiene una audiencia de 3,9 millones entre los 15-25 años en Francia [cita requerida]. Hoy en día, es la segunda emisora musical de Francia y la primera para la población 15-25 años.
El 16 de junio de 2023, el equipo de Skyrock anunció el cierre permanente de la red social, para cumplir con la legislación de datos personales, a través de un artículo publicado en su blog oficial. El contenido anónimo se transferirá a los Archivos Nacionales de Francia.